# Вітезслав Новак
Вітезслав Новак (чеськ. Vítězslav Novák, ім'я при народженні Віктор; 5 грудня 1870, Каменице над Липов — 18 липня 1949, Скутеч) — чеський композитор, педагог.

## Біографія
1896 — закінчив Празьку консерваторію, учень Антоніна Дворжака.
1908—1939 — професор Празької консерваторії.
1919—1922 — директор Празької консерваторії.

## Творчість
Створив 4 опери, 2 балети, «Травнева симфонія», симфонічні поеми, вокально-симфонічні, камерні твори, обробка народних пісень.
Як учень Дворжака, він надавав великого значення народній творчості, розвитку національного стилю. Новак захоплювався словацькою піснею, народною музикою і цю любов прищеплював своїм учням. Цілий період його творчості був «словацьким»: симфонічна поема «Татри», «Словацька сюїта».

## Учні

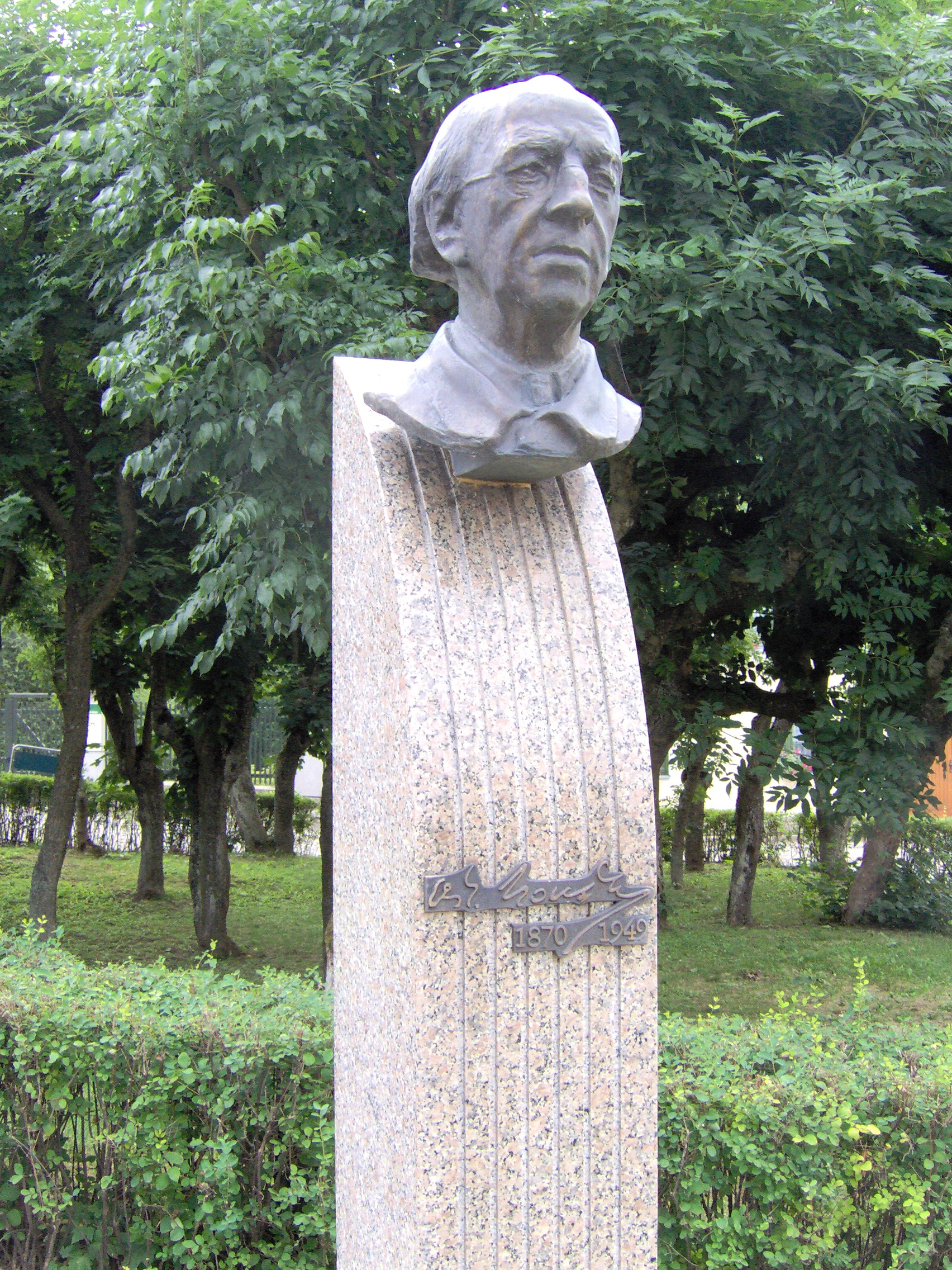
Погруддя В. Новака у Каменице над Липов

Серед учнів — українські композитори Колесса Микола Філаретович, Барвінський Василь Олександрович, Нижанківський Нестор Остапович, Стефанія Туркевич